# Pensacola, Florida
Pensacola (/ ˌpɛnsəˈkoʊlə /) là thành phố cực tây ở Florida Panhandle và là bộ phận quận Escambia, thuộc bang Florida của Hoa Kỳ. Theo điều tra dân số năm 2010, thành phố có tổng dân số 51.923 người, giảm từ 56.255 người trong cuộc điều tra dân số năm 2000. Pensacola là thành phố chính của khu vực đô thị Pensacola, có khoảng 461.227 cư dân vào năm 2012.

Pensacola là một cảng biển trên Vịnh Pensacola, được bảo vệ bởi đảo chắn Santa Rosa và kết nối với Vịnh Mexico. Một trạm không quân hải quân lớn của Hoa Kỳ, trạm đầu tiên ở Hoa Kỳ, nằm ở phía tây nam của Pensacola gần Warrington; nó là cơ sở của nhóm trình diễn chuyến bay Blue Angels và Bảo tàng Hàng không Hải quân Quốc gia. Khuôn viên chính của Đại học West Florida nằm ở phía bắc trung tâm thành phố.
Khu vực này ban đầu là nơi sinh sống của người dân tộc Muskogean. Người dân Pensacola sống ở đó vào thời điểm tiếp xúc với Châu Âu, những người Creek thường xuyên ghé thăm và giao dịch từ miền nam Alabama ngày nay. Nhà thám hiểm người Tây Ban Nha Tristán de Luna đã thành lập một khu định cư ngắn ngủi vào năm 1559. Năm 1698 người Tây Ban Nha thành lập một đồn lủy trong khu vực, từ đó thành phố hiện đại dần dần phát triển. Khu vực này đã thay đổi nhiều lần khi các cường quốc châu Âu tranh nhau ở Bắc Mỹ. Trong thời cai trị của Anh ở Florida (1763–1781), các công sự được củng cố.
Nó có biệt danh là "Thành phố của năm cờ", do năm chính phủ đã cai trị nó trong suốt quá trình  lịch sử: các lá cờ của Tây Ban Nha (Castile), Pháp, Anh, Hoa Kỳ và các quốc gia liên minh của Mỹ. Các biệt hiệu khác bao gồm "Bãi biển trắng nhất thế giới" (do cát trắng của các bãi biển panhandle Florida), "Cái nôi của hàng không hải quân", "Cổng phía Tây đến Tiểu bang Sunshine", "Nơi ổn định đầu tiên của Mỹ", "Bờ biển Emerald", "Red Snapper " "Thủ đô của thế giới ", và" P-Cola ".

## Địa lý

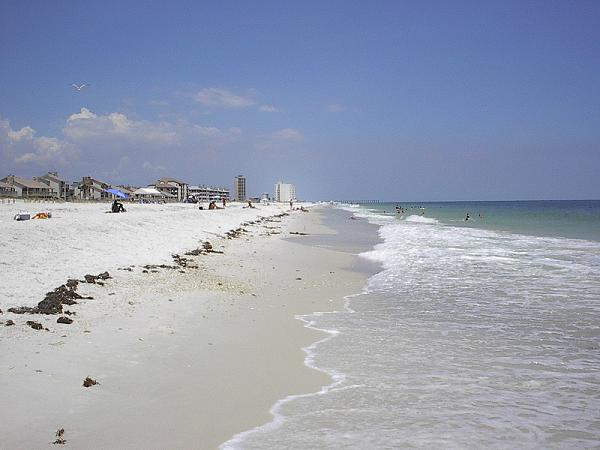
Bãi biển Pensacola, Florida

### Địa hình
Pensacola nằm ở 30 ° 26′13 ″ N 87 ° 12′33 ″ W (30.436988, −87.209277), ở phía bắc của Vịnh Pensacola. Nó cách 59 dặm (95 km) về phía đông của Mobile, Alabama, và 196 dặm (315 km) về phía tây của Tallahassee, thủ phủ của bang Florida. Theo Cục Thống Kê Dân số Hoa Kỳ, Pensacola có tổng diện tích là 40,7 dặm vuông (105,4 km2), bao gồm 22,5 dặm vuông (58,4 km2) đất và 18,1 dặm vuông (47,0 km2), 44,62%, nước. 

### Kiến trúc

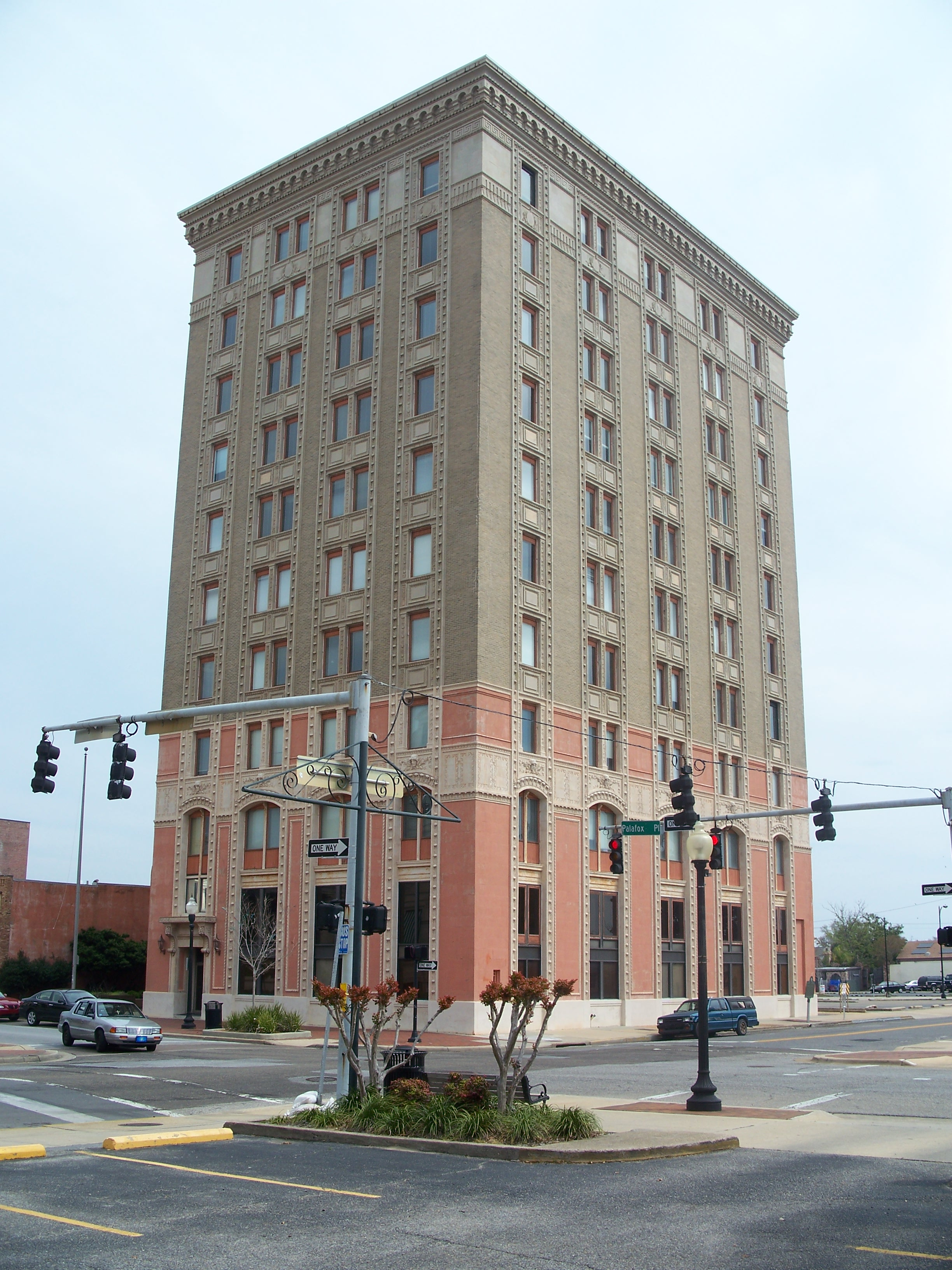

Pensacola không những tòa nhà cao tầng nổi bật, nhưng có một số tòa nhà thấp tầng. Cao nhất là khách sạn Crowne Plaza Grand Hotel 15 tầng, với chiều cao 146 feet (45 m). Các tòa nhà cao tầng khác gồm có Scenic Apartments (98 feet (30 m)), Tháp SunTrust (96 feet (29 m)), Tháp Seville (88 feet (27 m)) và Tòa nhà AT & T (76 feet (23 m)).
Các tòa nhà lịch sử ở Pensacola bao gồm Tòa nhà Ngân hàng Quốc gia Đầu tiên.

### Khí hậu
Cantonment Clinch bắt đầu cung cấp các quan sát khí tượng trong những năm 1820 cho đến những năm 1830. Quan sát từ khu vực Pensacola bởi các nguồn khác diễn ra liên tục trong vài thập kỷ sau đó.
Thống kê thời tiết kể từ cuối thế kỷ 20 đã được ghi nhận tại sân bay. Thành phố đã thấy nhiệt độ một chữ số (dưới −12 °C) trên ba lần: 5 °F (−15 °C) vào ngày 21 tháng 1 năm 1985, 7 °F (−14 °C) vào ngày 13 tháng 2 năm 1899 và 8 °F (−13 °C) vào ngày 11 tháng 1 năm 1982. Theo hệ thống phân loại khí hậu Köppen, Pensacola có khí hậu cận nhiệt đới ẩm, (Köppen Cfa), với mùa đông ngắn, nhẹ và mùa hè nóng ẩm. Các điều kiện của một mùa hè điển hình là nhiệt độ thấp hơn 90 °F (32–34 °C) và thấp hơn vào giữa những năm 70 °F (23–24 °C). Giông bão buổi chiều hoặc buổi tối phổ biến trong những tháng mùa hè. Do một phần đến vị trí ven biển, nhiệt độ trên 100 °F (38 °C) là tương đối hiếm, và cuối cùng xảy ra vào tháng 6 năm 2011, khi hai trong bốn ngày đầu tiên của tháng ghi nhận đạt  mức cao thế kỷ. Nhiệt độ cao nhất từng được ghi nhận trong thành phố là 106 °F (41 °C) vào ngày 14 tháng 7 năm 1980. Nhiệt độ trung bình hàng ngày trong tháng 1 là 51,4 °F (10,8 °C); nhiệt độ đóng băng xảy ra trên trung bình 13,7 đêm mỗi mùa, với trung bình điều kiện đóng băng từ ngày 13 đến ngày 20 tháng 2. Nhiệt độ dưới 20 °F (−7 °C) rất hiếm và xảy ra lần cuối vào ngày 8 tháng 1 năm 2015, khi thấy nhiệt độ thấp 19 °F (−7 °C). Nhiệt độ thấp nhất từng được ghi nhận trong thành phố là 5 °F (−15 °C) vào ngày 21 tháng 1 năm 1985.

## Dân cư
Theo điều tra dân số năm 2010, nơi đây có 51.923 người, 23.600 hộ gia đình, và 14,665 gia đình cư trú trong thành phố, và 402.000 người ở Pensacola MSA. Mật độ dân số là 2.303,5 người trên một dặm vuông (956,8 / km²). Có 26.848 đơn vị nhà ở với mật độ trung bình 1.189,4 mỗi dặm vuông (459,2 / km²). Tỷ lệ chủng tộc của thành phố là 66,3% người da trắng, 28,0% người Mỹ gốc Phi, 2,0% người châu Á, 0,6% người Mỹ bản xứ, 0,1% người dân Thái Bình Dương, 2,3% từ hai hoặc nhiều chủng tộc. 3,3% gốc Tây Ban Nha hoặc La tinh của bất kỳ chủng tộc nào.
Có 24.524 hộ gia đình, trong đó 24,6% có trẻ em sống chung với họ, 39,7% là cặp vợ chồng chung sống với nhau, 16,7% là phụ nữ độc thân và 40,2% không phải là gia đình. 32,9% hộ gia đình được tạo thành từ các cá nhân và 11,7% có người sống một mình 65 tuổi trở lên. Quy mô hộ trung bình là 2,27 và quy mô gia đình trung bình là 2,92.
Trong tổng dân số ở Pensacola, 45,9% xác định có tôn giáo, thấp hơn một chút so với mức trung bình quốc gia là 48,3%. Hơn 48% người Pensacolians có một tôn giáo được xác định là người Báp-tít (22,1% của tất cả cư dân thành phố). Các giáo phái Kitô giáo khác gồm Công giáo La Mã (9,2% cư dân thành phố), Ngũ Tuần (3,8%), Methodist (3,8%), Episcopal (1,1%), Presbyterian (1,1%) và Orthodox (0,3%).
Pensacola là nơi sinh sống của một số ít người Do Thái (0,2% cư dân thành phố) nhưng cộng đồng Do Thái rất quan trọng, có nguồn gốc chủ yếu là người nhập cư Do Thái của Đức vào giữa thế kỷ 19. Cũng có những người Do Thái  di cư  theo kiểu Do Thái từ các khu vực khác của miền Nam, và những người nhập cư từ các khu vực khác của châu Âu. 